# 劉鴻敏
劉 鴻敏（リュウ・ホンミン、1993年11月10日 - ）は、台湾の男子バレーボール選手である。チャイニーズタイペイ代表。

## 来歴
国立台湾師範大学運動体育学部卒業。
2018年アジア競技大会出場後、海外でのプレーのためタイと中国のチームのテストを受け、タイのダイヤモンドフードに入団。
2019年、V.LEAGUE DIVISION1のパナソニックパンサーズにアジア枠選手として加入。怪我もあり出場機会も限られ、シーズン終了後退団。
2023年、韓国Vリーグのアジア枠ドラフトにエントリーし、6巡目指名となった議政府KB損害保険スターズからの指名を受け入団。1シーズンプレーした。
2024年、Vリーグ初参戦となるレーヴィス栃木への入団が発表され、4年ぶりに日本でプレーすることになった。2024-25シーズンで総得点リーグ6位の成績を残した。シーズン終了後契約満了により退団。

## 人物
- 台湾原住民のアミ族の生まれ[1]。
- 劉鴻杰は双子の弟[1]。2023年からクボタスピアーズでプレーし、2024年は4年ぶりに兄弟揃っての日本でのプレーとなる[7]。

## 球歴
- チャイニーズタイペイ代表
  - ユニバーシアード - 2015年、2017年
  - アジア競技大会 - 2014年、2018年
  - アジア選手権 - 2015年、2017年、2019年、2021年
  - アジアカップ - 2018年、2022年

## 所属チーム
- 國立華僑高級中等學校 (zh)
- 国立台湾師範大学
- ダイヤモンドフード（2018-2019年）
- パナソニックパンサーズ（2019-2020年）
- 桃園臺產隼鷹 (zh) （2020-2021年）
- 屏東台電 (zh) （2021-2022年）
- 連莊排球隊 (zh) （2022-2023年）
- 議政府KB損害保険スターズ（2023-2024年）
- レーヴィス栃木（2024-2025年）

## 受賞歴
- 2017年 - 企業排球聯賽 年間最優秀選手
- 2018年 - アジアカップ 最優秀アウトサイドヒッター